# 12617 Angelusilesius
12617 Angelusilesius è un asteroide della fascia principale. Scoperto nel 1960, presenta un'orbita caratterizzata da un semiasse maggiore pari a 2,6414495 UA e da un'eccentricità di 0,1222991, inclinata di 8,07980° rispetto all'eclittica.